# Cock Robin
 (octobre 2017).
Si vous disposez d'ouvrages ou d'articles de référence ou si vous connaissez des sites web de qualité traitant du thème abordé ici, merci de compléter l'article en donnant les références utiles à sa vérifiabilité et en les liant à la section « Notes et références ».

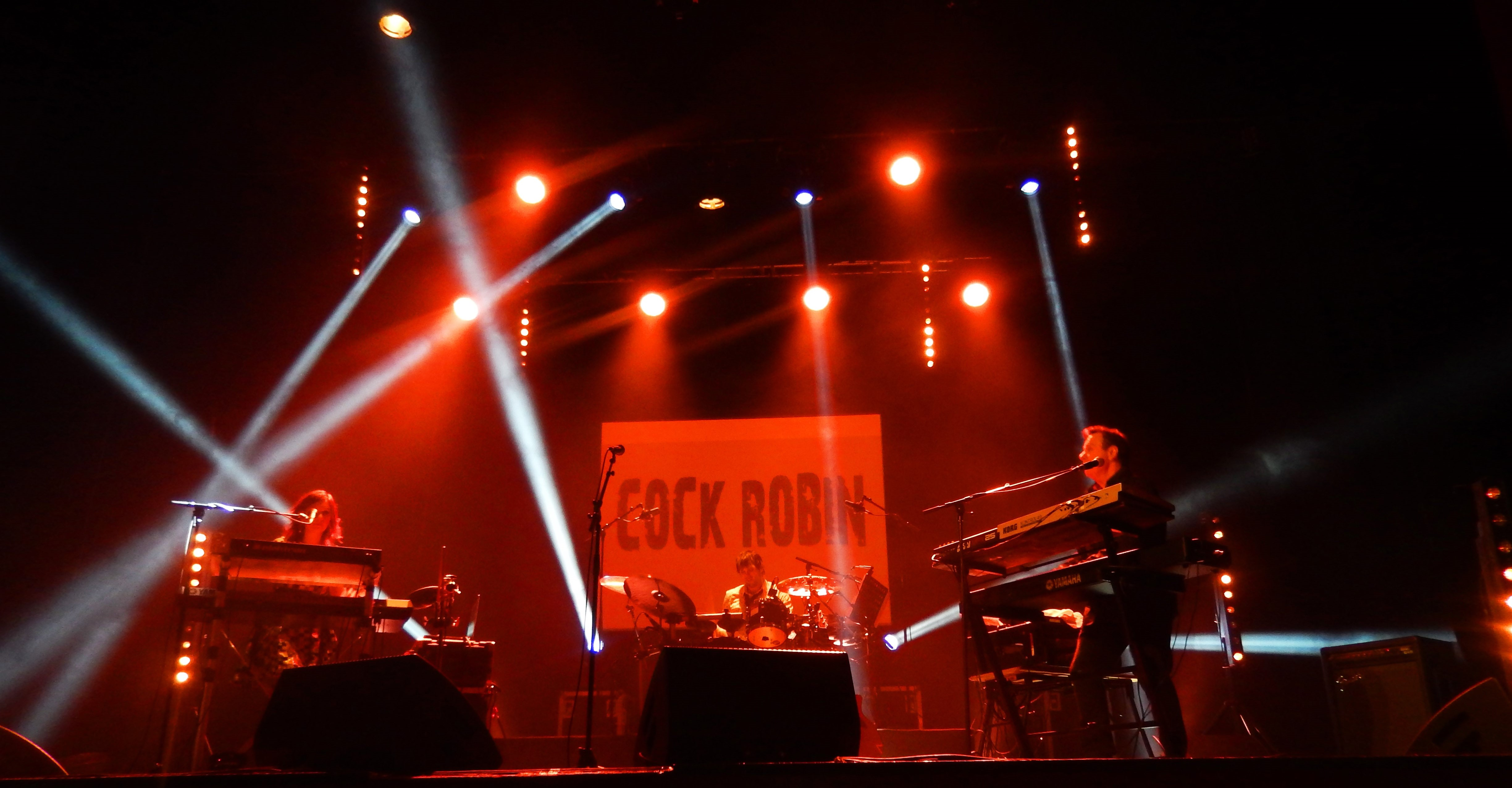
Cock Robin en concert à Pléneuf-Val-André en mars 2016.

Cock Robin est un groupe de new wave et de pop rock américain.
Fondé en 1982 à San Francisco par l'auteur-compositeur Peter Kingsbery, il a été actif jusqu'en 1990, date à laquelle les membres se sont séparés. Le groupe a été reformé en 2006 lors de la sortie de son quatrième album. Le groupe, surtout populaire dans les années 1980, est notamment connu pour les singles The Promise You Made, Just Around The Corner et When Your Heart Is Weak.

## Carrière

### Fondation
Le groupe Cock Robin est fondé en 1982 à San Francisco par l'auteur-compositeur-interprète Peter Kingsbery.
Il tire son nom d'une comptine du XVIIe siècle intitulée Death and Burial of Poor Cock Robin. À l'origine, il comptait quatre membres : le chanteur et auteur-compositeur Peter Kingsbery, ainsi qu'Anna LaCazio, Clive Wright et Louis Molino III. Puis, le groupe finira rapidement par se recentrer sur ses deux principaux protagonistes : Peter Kingsbery et Anna LaCazio.

### La première période (1985-1990)

#### Succès européen
Dès le premier album (intitulé Cock Robin), sorti le 22 septembre 1985 et produit par Steve Hillage, et ses singles When Your Heart Is Weak et The Promise You Made, Cock Robin a connu un grand succès en Europe, plus particulièrement en France, en Allemagne, en Italie, en Irlande, en Belgique ainsi qu'aux Pays-Bas ; alors que dans son pays d'origine (tout comme d'ailleurs en Angleterre), le groupe ne rencontrera pas la même notoriété,

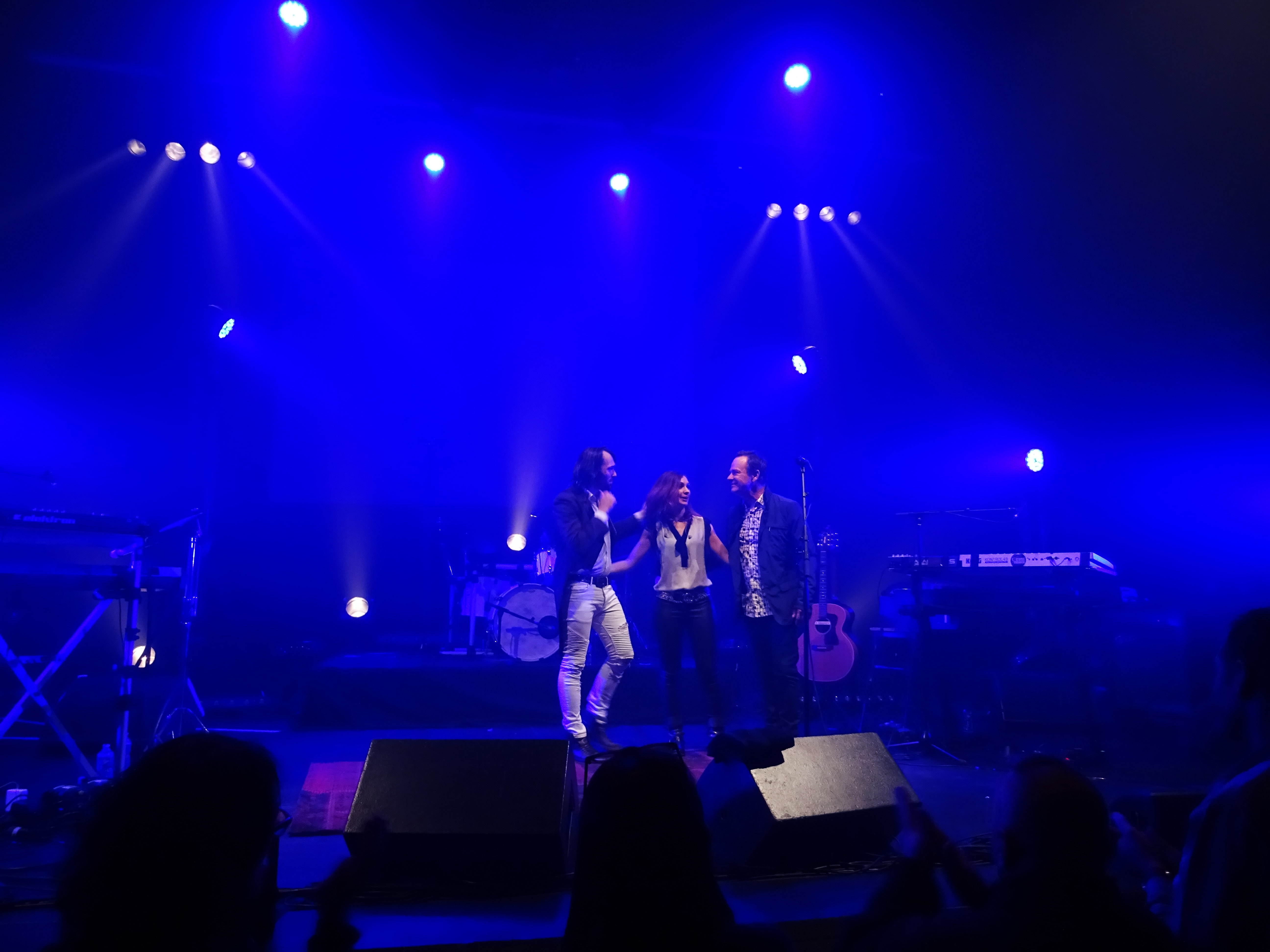
Cock Robin en concert à Lillebonne en octobre 2017.

Deux ans plus tard paraît le deuxième album, intitulé After Here Through Midland, produit par Don Gehman, qui avait travaillé sur des albums de John Mellencamp et de R.E.M.. Le premier single, Just Around The Corner, devient vite un hit en France et en Europe continentale (entrant dans le Top 20 de nombreux pays, de la Scandinavie à l'Italie) où se déroule une tournée de plusieurs mois. Fin 1989 sort First Love Last Rites, que produit Rhett Davies, le producteur de Roxy Music, choix artistique logique dans la mesure où Roxy Music fait partie des influences de Cock Robin. L'album est notamment consacré par un nouveau hit (surtout en France), Worlds Apart, et d'une nouvelle tournée en Europe. Au tout début des années 1990, le groupe annonce sa séparation, Peter Kingsbery poursuivant une carrière solo notamment en France, où il s'est installé. Un best-of est alors édité, atteignant par exemple le Top 10 aux Pays-Bas et en France ; depuis d'autres compilations ont été régulièrement publiées, de même que les morceaux les plus célèbres du groupe n'ont jamais cessé d'être diffusés sur les radios de plusieurs pays européens (France, Allemagne, Pays-Bas...).[réf. nécessaire]

### Reformation et nouveaux albums (années 2000)
Après des années d'absence, Cock Robin se reforme et revient en 2006 avec un quatrième album, intitulé I Don't Want To Save The World, le groupe, et une tournée de plusieurs dates en France et aux États-Unis, ainsi qu'une apparition à la Fête de la musique à Paris et un concert plein air à Metz, le 1er juillet 2006.
En mai 2009, le groupe publie un album live. Celui-ci a été enregistré lors d'un concert donné à Châlons-en-Champagne le 28 août 2006, lors du festival "Foire en Scène". Sa publication est accompagnée d'une tournée de plusieurs concerts en France (Le Cannet, Lille, Paris à La Cigale entre autres), aux Pays-Bas et en Suisse (Casino de Bâle) de juin à septembre 2009.
La même année, Cock Robin fait une apparition lors de la Fête de la musique le 21 juin au Parc de Bagatelle à Paris, et participe également au Festival Country Music de Mirande le 12 juillet, où Peter Kingsbery s'était déjà produit en 2007 et 2008, avec les musiciens français qui accompagnent le groupe dans sa tournée. On notera également leur participation au 15e Festival montagne et musique de Palaiseau le 27 septembre 2009 au profit des associations à chacun son Everest et Étoiles des Neiges.

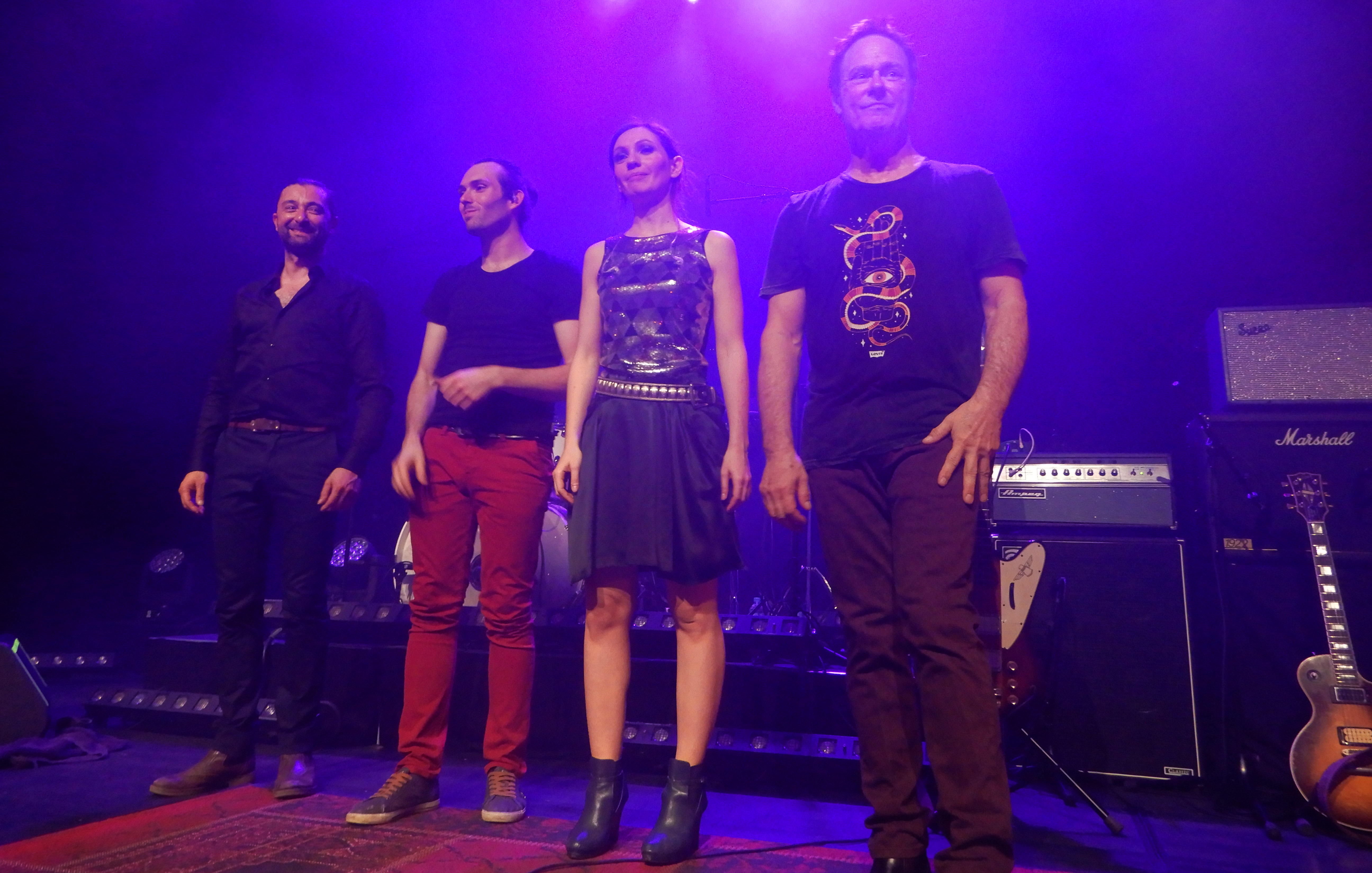
Cock Robin en concert à Saint-Agathon en mai 2018.

### Années récentes (depuis 2010)
Cock Robin a enregistré à Los Angeles un sixième album, intitulé Songs from a Bell Tower, qui est sorti le 11 octobre 2010. Composé et écrit comme les albums précédents par Peter Kingsbery, cet opus bénéficie une nouvelle fois de la présence de Pat Mastelotto à la batterie.
Le 20 juin 2012, Peter Kingsbery annonce dans son blog du site officiel de Cock Robin qu'« il y aura une nouvelle tournée l'été 2013 avec un nouvel album ».
En 2015, Peter Kingsbery commence les enregistrements du premier album de Cock Robin sans Anna Lacazio. Anna LaCazio avait quitté Cock Robin en mai 2015. Peter Kingsbery avait déménagé en France et LaCazio préférait rester aux États-Unis et être proche de sa famille.
Peter Kingsbery annonce que Coralie Vuillemin est choisie comme nouvelle voix féminine du groupe. Le dernier album du groupe, Chinese Driver, est sorti le 11 mars 2016. L'album mélange des titres acoustiques et des morceaux pop aux accents electro. Avec l'arrivée de Coralie Vuillemin au chant et aux claviers, le groupe tourne intensément puis sort le EP Lollobrigida en 2017. Peter Kingsbery et Coralie Vuillemin sont invités en Italie sur la Rai Uno pour 2 titres live.
En 2018, Cock Robin se produit en France, en Allemagne, au Portugal, en Belgique et en Islande et commence à composer. En 2019, le groupe va partager son année entre le studio et la scène : France, Belgique, Hollande, Danemark... En 2020, le groupe devait jouer en Asie pour la première fois de sa carrière, ces dates auront lieu en 2022[réf. nécessaire].
Le 2 juillet 2021, le groupe joue à Sarrebourg en France, au profit des soignants COVID 19. Le 17 septembre de la même année, le groupe sort son septième album studio, Homo Alien,.

## Membres

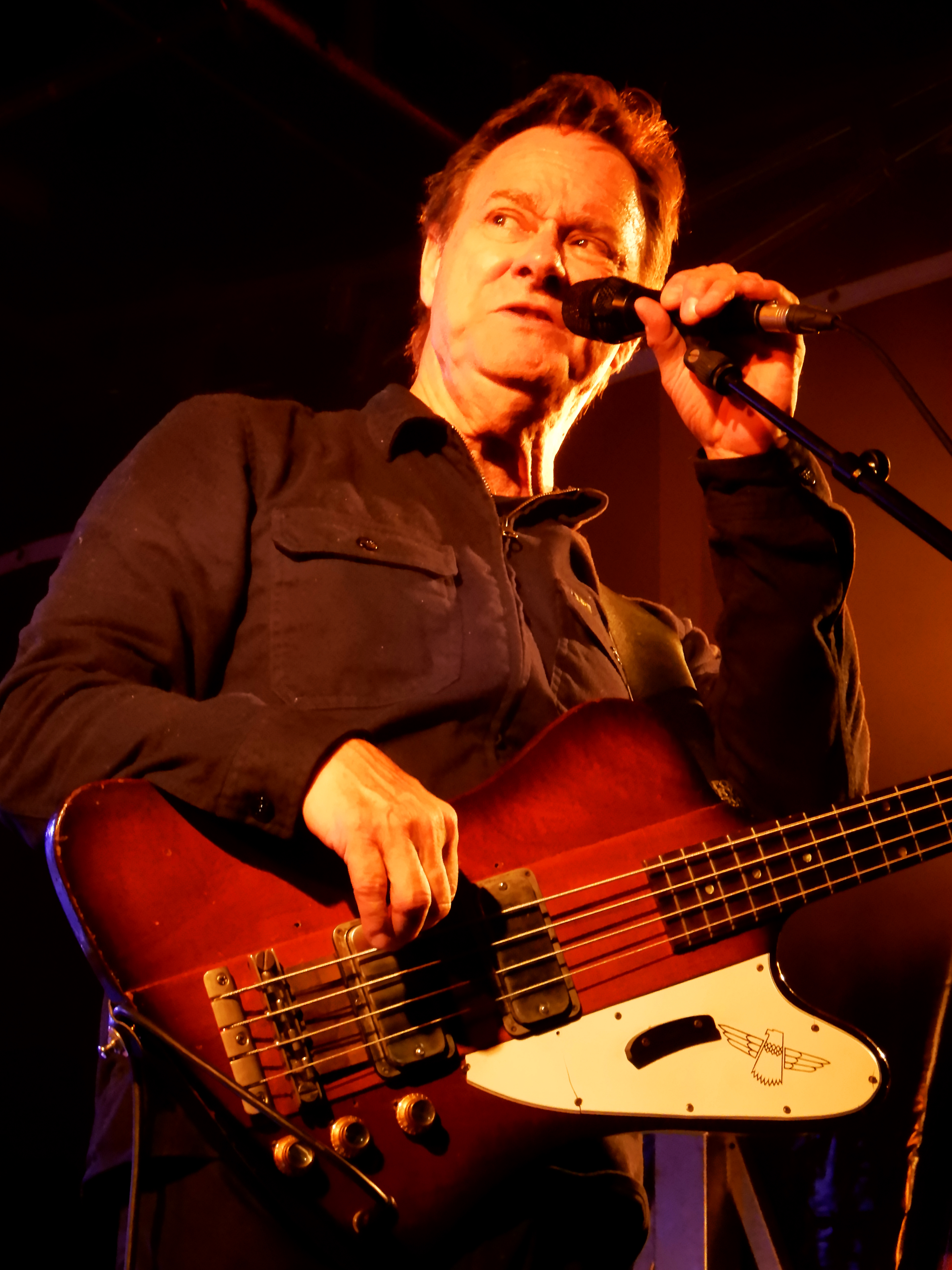
Peter Kingsbery de Cock Robin le 13 septembre 2019 à Grandchamp-des-Fontaines.

### Membres principaux
- Peter Kingsbery : chant, claviers, basse, guitare
- Coralie Vuillemin : chant, claviers, percussions
- Didier Strub : batterie, percussions, programmation, chœurs

### Anciens membres
- Anna LaCazio : chant, claviers, percussion (1982–1990 – 2006–2015)
- Clive Wright : guitare (1982–1988)
- Lou Molino III : batterie, percussions, chœurs (1982–1987)

### Autres membres
- Stéphane Bonacci : guitare
- Pat Mastelotto : batterie, percussions
- Tris Imboden (en) : batterie
- Hervé Koster : batterie
- Corky James (en) : guitare
- John Pierce : basse
- Lise Anderson : claviers

## Discographie

### Albums studio
- Cock Robin (1985)
- After Here Through Midland (1987)
- First Love Last Rites (1989)
- I Don't Want to Save the World (2006)
- Songs from a Bell Tower (2010)
- Chinese Driver (2016)
- Homo Alien (2021)

### EP
- Lollobrigida (2017)

### Singles
| Année                                               | Single                      | Meilleures positions | Meilleures positions | Meilleures positions | Meilleures positions | Meilleures positions | Meilleures positions | Meilleures positions | Meilleures positions | Meilleures positions | Meilleures positions | Meilleures positions | Meilleures positions | Album                      |
| Année                                               | Single                      | US                   | US Main              | FRA                  | ITA                  | P.-B.                | BEL (FLA)            | ALL                  | AUT                  | SUI                  | SUE                  | IRL                  | R.-U.                | Album                      |
| --------------------------------------------------- | --------------------------- | -------------------- | -------------------- | -------------------- | -------------------- | -------------------- | -------------------- | -------------------- | -------------------- | -------------------- | -------------------- | -------------------- | -------------------- | -------------------------- |
| 1985                                                | When Your Heart Is Weak     | 35                   | 28                   | 9                    | 26                   | 19                   | 30                   | 8                    | —                    | —                    | —                    | 25                   | —                    | Cock Robin                 |
| 1985                                                | The Promise You Made        | —                    | —                    | 4                    | 18                   | 2                    | 1                    | 6                    | —                    | 7                    | —                    | 11                   | 28                   | Cock Robin                 |
| 1986                                                | Thought You Were On My Side | —                    | —                    | 39                   | —                    | 4                    | 4                    | 21                   | —                    | —                    | —                    | —                    | —                    | Cock Robin                 |
| 1986                                                | Once We Might Have Known    | —                    | —                    | —                    | —                    | —                    | —                    | —                    | —                    | —                    | —                    | —                    | —                    | Cock Robin                 |
| 1987                                                | Just Around The Corner      | —                    | —                    | 18                   | 17                   | 14                   | 11                   | 16                   | 28                   | 6                    | 12                   | —                    | —                    | After Here Through Midland |
| 1987                                                | The Biggest Fool Of All     | —                    | —                    | 47                   | —                    | 80                   | 23                   | 50                   | —                    | —                    | —                    | —                    | —                    | After Here Through Midland |
| 1987                                                | El Norte                    | —                    | —                    | —                    | —                    | —                    | —                    | —                    | —                    | —                    | —                    | —                    | —                    | After Here Through Midland |
| 1990                                                | Worlds Apart                | —                    | —                    | 22                   | —                    | 41                   | —                    | —                    | —                    | —                    | —                    | —                    | —                    | First Love Last Rites      |
| 1990                                                | Manzanar                    | —                    | —                    | —                    | —                    | —                    | —                    | —                    | —                    | —                    | —                    | —                    | —                    | First Love Last Rites      |
| 1990                                                | Straighter Line             | —                    | —                    | 28                   | —                    | —                    | —                    | —                    | —                    | —                    | —                    | —                    | —                    | First Love Last Rites      |
| « — » indique des singles non classés ou non parus. |                             |                      |                      |                      |                      |                      |                      |                      |                      |                      |                      |                      |                      |                            |

#### Singles promotionnels
- 1990 : It's Only Make Believe
- 2006 : Body Over Mind
- 2006 : Fair Enough
- 2011 : Grand
- 2016 : Chinese Driver

### Enregistrementslive
- 1990 : Live au Grand Rex (vidéo)
- 2009 : Live (CD) (enregistrement public en France en 2006)

### Compilations
- 1990 : Collection Gold
- 1991 : The Best of Cock Robin
- 1998 : Best of Cock Robin[n 2]
- 1999 : Simply The Best
- 2000 : Best Ballads
- 2001 : The Very Best Of
- 2001 : When Your Heart Is Weak et Les Indispensables de Cock Robin
- 2004 : The Promise You Made
- 2004 : Originals hits
- 2011 : Open Book: The Best of Cock Robin
- 2011 : La Collection
- 2013 : La Selection
- 2024 : Precious Dreams-The Complete CBS Recordings 1985/1990 (livret avec photos et bio)
- 2025 : Their ultimate collection (version vinyl seulement)